# 安農溪
安農溪（台灣話：An-lông-khe），原稱為電火溪（台灣話：Tiān-hué-khe），是臺灣的一條河川，位於宜蘭縣三星鄉，距離羅東鎮市區約3公里左右，為蘭陽溪水系羅東溪支流之一，也是蘭陽發電廠尾水之排水道，長度約17.2公里，流域面積約55.9平方公里，流經三星鄉精華區域，提供三星鄉及下游鄉鎮農業灌溉所需之水源，被視為三星鄉的「生命之河」，其充沛的水源亦適合舉辦泛舟活動。目前安農溪由經濟部水利署第一河川局管轄，乃三星鄉最主要且水源最豐沛的溪流，是一條兼具水力發電、灌溉與觀光遊憩功能之河川。

## 名稱由來
台灣日治時期，日本在天送埤設立水力發電廠，在蘭陽溪上游截流引水入圓山發電廠，利用落差帶動水輪發電機，作為水力發電的水源。蘭陽發電廠圓山機組發電後的尾水，以及清水溪與蘭陽溪合流處的清水溪溪水，分別透過引水隧道引至九穹湖沉沙後，再將沉沙後之淨水輸往標高較低、位於安農溪旁天山村境內的天送埤發電廠發電。發電後之尾水道，就是「電火溪」之由來。由於電火溪不僅提供蘭陽平原電力，也提供農作灌溉之水源。1982年（民國71年）當時的臺灣省政府主席林洋港視察時，有鑑於溪水提供豐富的水資源灌溉農田，安定農民生活，故將其改稱為「安農溪」。

## 水文
安農溪流域內最高點為標高723公尺之大湖桶山，最低為與羅東溪會流處標高10公尺之大洲地區，全長約16公里，河床坡度陡，年平均出水量為每秒20立方公尺左右。由於安農溪常因暴雨、颱風淹沒兩側農田，危害農民生命財產，1978年（民國67年）進行河川整治工程。

## 水資源利用

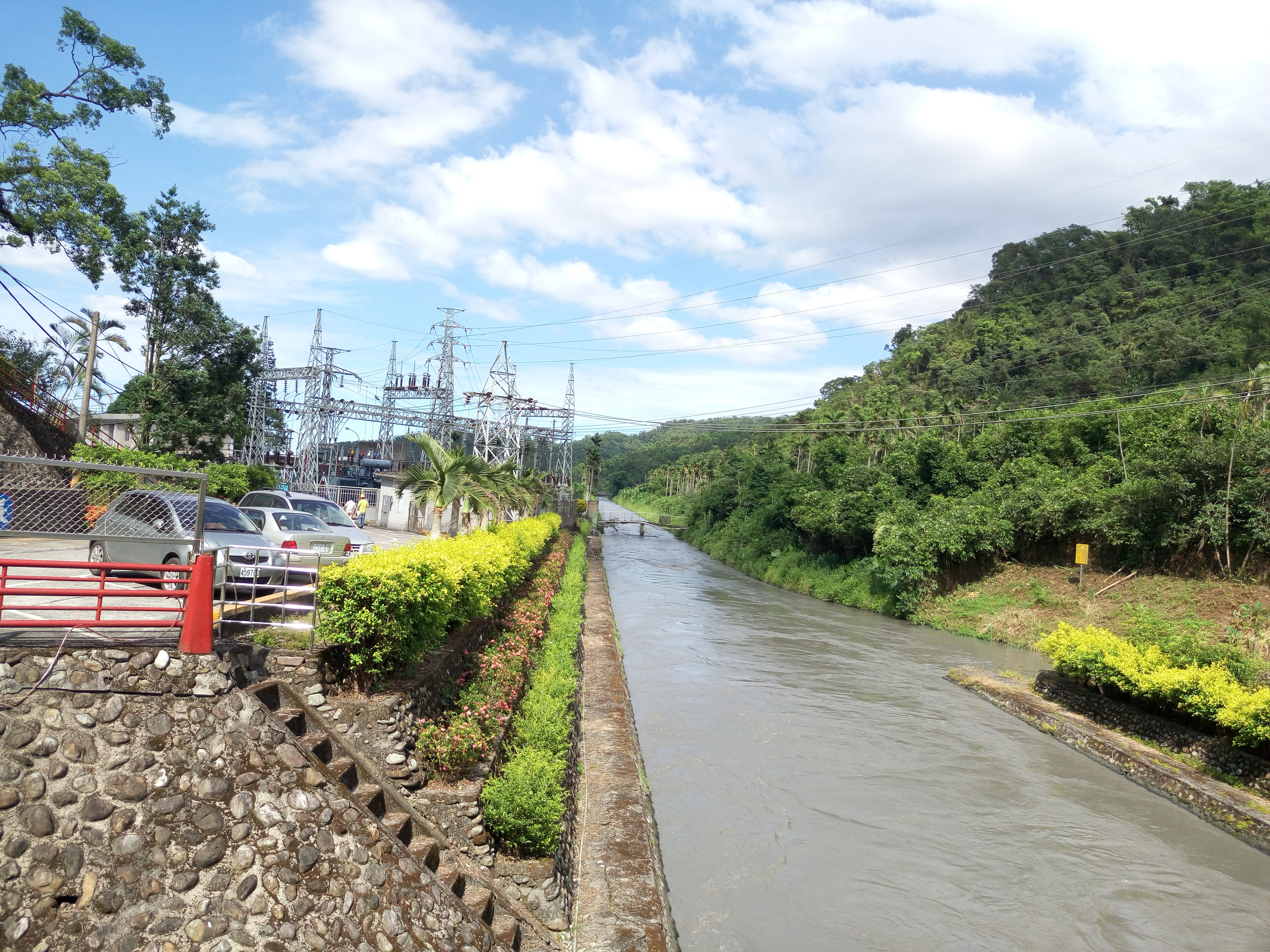
安農溪的源頭，蘭陽發電廠天埤機組尾水出口。

### 水力發電
台灣電力公司的蘭陽發電廠於大同鄉英士村附近築壩、攔截蘭陽溪的溪水以發出電力，發電後的尾水則繼續流往安農溪下游的河道。上游蘭陽發電廠發電後的尾水流進河域後，水流量大且平穩。流域內計有8座攔河堰和分洪堰。

### 灌溉
安農溪流域面積雖然只有56平方公里，但是灌溉圳路多達15條，整個水系從上游叭哩沙圳到下游的萬長春圳，灌溉了三星、冬山、羅東、五結等溪南五千多公頃阡陌良田土地，灌溉面積達58平方公里，灌溉面積比流域面積還要大。

### 觀光遊憩

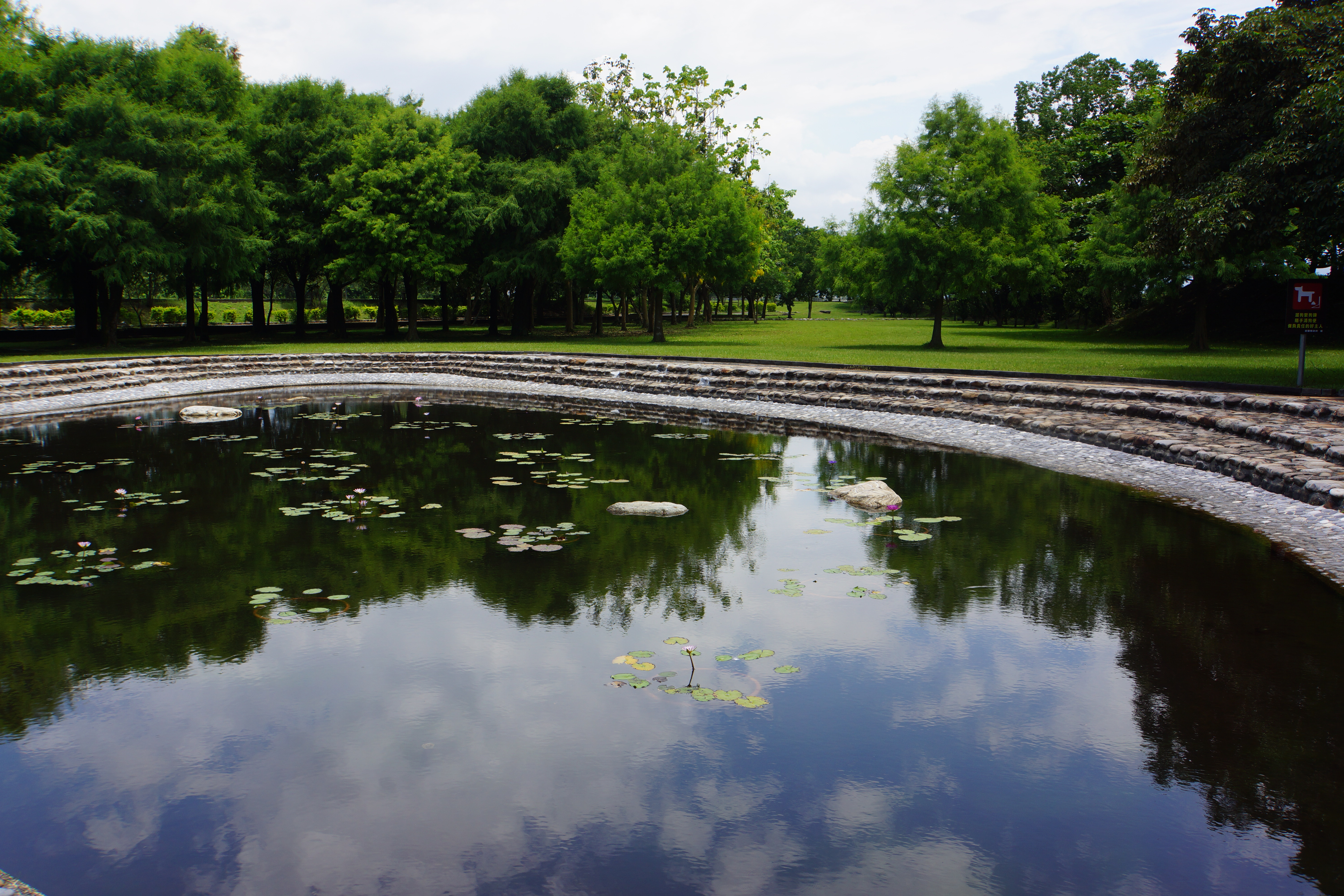
安農溪分洪堰風景區

由於安農溪的水流主要是從蘭陽溪截流引水到蘭陽電廠發電後源源不絕的發電剩餘尾水，整條溪的水流量很穩定，水量豐沛，溪水終年不枯，即便是夏季枯水期，溪水亦幾乎不曾枯竭，造就了安農溪為全宜蘭縣僅有的泛舟河段，也是台灣三大泛舟地點之一（另兩處為秀姑巒溪與荖濃溪）。此外隨著安農溪的整治及分洪堰的建成，溪流中下游兩側並闢築重劃道路，堤防沿線的狹長地帶鋪建自行車道與水域綠帶公園，為宜蘭縣自行車道路網其中一條。